# Le Malheur français
 (février 2021).
- Si vous ne connaissez pas le sujet, laissez ce bandeau (vous pouvez alors contacter les auteurs).
- Si vous supprimez le contenu mis en cause (vous pouvez préalablement contacter les auteurs),

argumentez précisément cette suppression dans la page de discussion
(un manque de référence n'est pas un argument ; une recherche réelle de référence doit avoir été effectuée, être formellement documentée).
Le Malheur français est un essai écrit par Jacques Julliard publié en réaction au résultat du Référendum français sur le traité établissant une constitution pour l'Europe.

## Philosophie générale
Pour lui, le « non » au référendum sur la constitution européenne en 2005 est un effet du « malheur » français, une crise morale et intellectuelle qui affecte des élites politiques ayant renoncé à appliquer ce qu’ils promettent dans leur programme, dans un mélange d’aveuglement idéologique et de cynisme, ainsi que les électeurs refusant d’être brusqués par des réformes et jouissant des acquis des Trente Glorieuses. 
En 2019, Denis Olivennes reprend le titre dans Le délicieux malheur français, sur le contraste français entre le niveau de dépenses sociales du Danemark et le niveau de bonheur du Mexique.

## Résumé

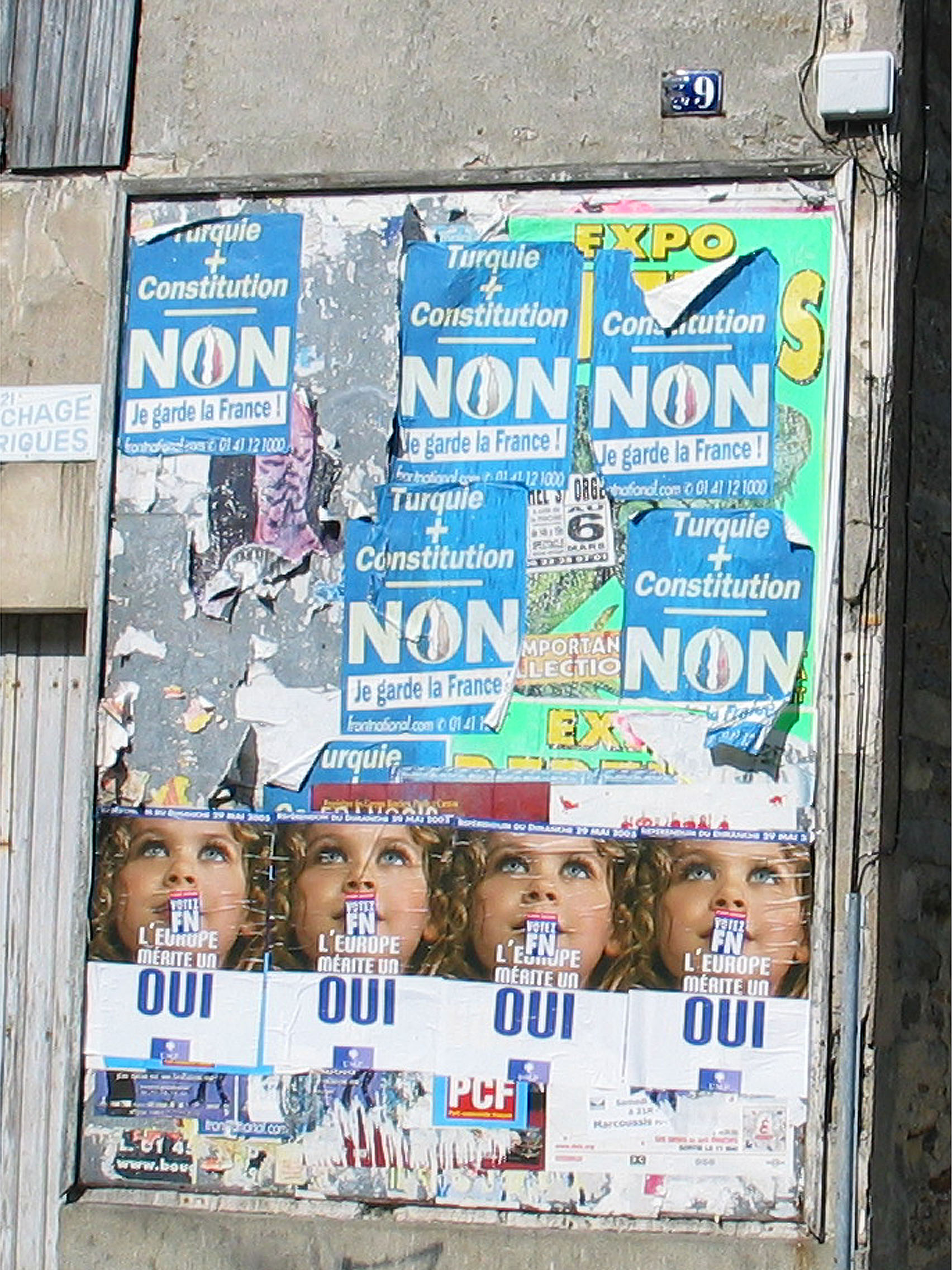
Des affiches en France lors du référendum sur la constitution, visant à la ratification du traité de Rome de 2004.

### I. Un printemps pourri
Le leitmotive populiste des hommes politiques et des syndicats est : statu quo. Tout changement est jugé avec suscpicion comme un moyen de rogner les privilèges actuels. Le déclassement jamais accepté de la France depuis la perte de son empire colonial avait été pourtant été un avertissement de la nécessité de se réinventer.

### II. La France et le monde moderne: histoire d’un divorce
La France subit une montée d’une grogne populiste dont les manifestations récentes ont été le traité de Maastricht (1992), le Plan Juppé de réforme de la sécurité sociale (1995), le duel Le Pen – Chirac à la présidentielle (2002) et le non à la Constitution européenne (2005). La gauche en vient graduellement à défendre sur un mode nostalgique et impuissant l’ordre économique existant ; pourtant le capitalisme managérial du gaullisme (entreprises – syndicats – Etat unissant leurs efforts pour la reconstruction et la croissance) laisse la place à un capitalisme d’actionnaires où les délocalisations et fermetures d’usine se font sans que syndicats et Etat puissent intervenir. Une « préférence française pour le chômage » (Denis Olivennes) est donc tacitement actée. Et par là, le déclinisme gagne, comme l’a montré La France qui tombe de Nicolas Baverez.
La victoire de Le Pen en 2002 prouve que les idées (et non les excès) du FN ont gagné, notamment l’idée d’un isolationnisme et néo-nationalisme. À gauche, il en est de même : 
Au fond, la « plaie inguérissable du communisme », resté phare intellectuel mais inapplicable, travaille l’imaginaire de la gauche, et le PCF reste l’« arbitre des élégances de la pensée progressiste ».
	Cette haine de la social-démocratie s’explique peut-être par la trop grande proximité avec le sens de l’Etat du gaullisme, véritable « socialisme » à la française. Pourtant la gauche n’a pas d’autre programme que cet étatisme dirigiste qu’était le gaullisme.

### III. Le spectre du déclin

#### Politique étrangère
L’Europe est nécessaire pour faire face au monde et être à égalité avec l’allié américain. Le résultat du référendum de 2005 est accueilli par les néo-conservateurs comme le signe que l’Europe se cantonnera aux seconds rôles. L’Europe des peuples appelée de leurs vœux par les partisans du « non » contre l’Europe bureaucratique de Bruxelles n’était qu’un artifice oratoire, car ceux-ci ne feront rien pour qu’elle se concrétise. Ainsi avoir voté « non » tout en se déclarant pro-européen était un signe de naïveté ou de duplicité.

#### Économie
Le chômage de masse provoque l’arrivée de jeunes angoissés par l’avenir. La solution des 35 heureus, censée le combattre, part d’un raisonnement erroné : l’idée est que la quantité de travail est fixée et doit être répartie mieux entre les travailleurs. La France est le seul pays au monde à défendre une telle ligne. Même réflexe sur les dettes : en 2000, une rentrée exceptionnelle d’argent dans un pays en déficit structurel provoque des débats sur la répartition de la « cagnotte ». Plus généralement, la France est gagnée par un « antiéconomisme invétéré »

#### Culture
La France peut s’enorgueillir de quelques célébrités parlant un langage simple, Duras, Tournier ou Houellebecq, mais elle est généralement élitiste et hantée par la théorie. Ainsi s’explique les apories du Nouveau Roman ou des sciences humaines. De fait, aujourd’hui, la culture française est en panne, comme l’illustrent les thèses de Perry Anderson (La Pensée Tiède) et de Pierre Nora (La Pensée réchauffée).
Le système scolaire et universitaire est inégalitaire ; la France est 19ème sur 24 au classement de l’OCDE sur les universités.

### IV. Que faire?
Il faut une « réforme intellectuelle et morale » (comme la nommait Renan après 1871) car l’ « âme de la nation » (à la Bernanos ou Péguy) est malade.
Politiquement, l’idée d’une VIe République est en vogue, avec un retour au parlementarisme souhaité pourtant peu propice à un électorat volontiers critique de sa classe politique et versatile. C’est au contraire une attente des Français qu’un homme, le président élu, sauve la nation. Chirac a illustré un des problèmes de la Vème : le président peut ne pas agir du tout et rejeter les critiques sur son premier ministre. Ainsi, 
Il faudrait de plus interdire le cumul des mandats.

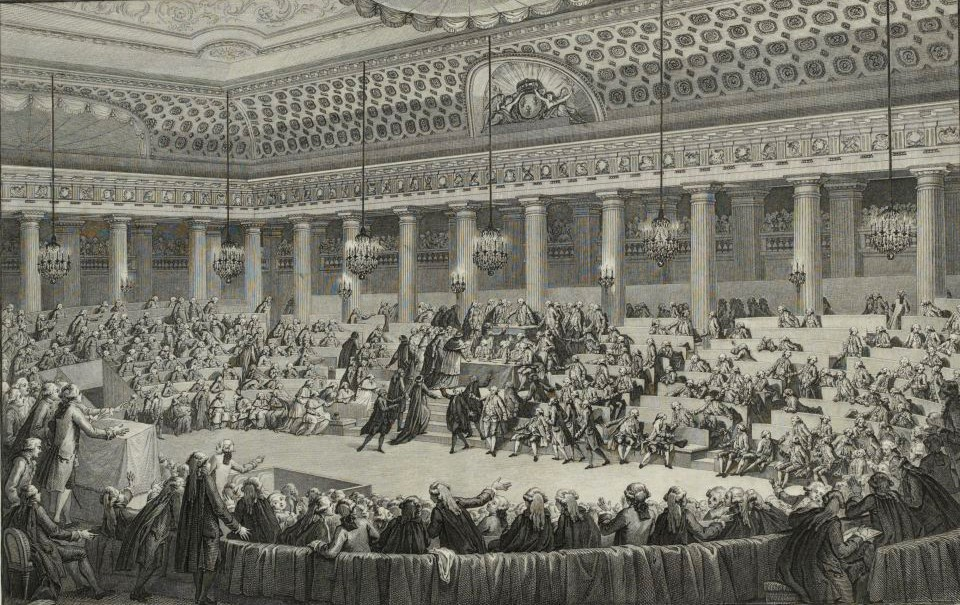
Séance de la nuit du 4 au 5 août 1789 de l'Assemblée Constituante: l'abolition des privilèges. (musée de la Révolution française).

Socialement, le fourmillement de niches sociologiques avec des passe-droits, répétition des privilèges d’Ancien Régime, doit cesser. Les syndicats sont devenus atones, surtout dans le privé. Seuls les fonctionnaires et les cheminots sont capables de porter des revendications lors de mouvements sociaux. Les divisions syndicales nuisent, alors qu’elles sont datées : doctrine sociale de l’Eglise (CFTC/CFDT), stalinisme (CGT/FO), léninisme (réformistes/révolutionnaires) ; il faudrait créer une union CGT – CFDT qui puisse avoir un vrai effet de levier.
Economiquement, il faut un retour du Plan. Un « libéralisme encadré » assumé, notamment par la gauche. Il faut remettre à jour le « socialisme libéral » d’un Piero Gobetti et suivre les pays d’Europe du Nord qui ont tous procédé à une réforme de leur Welfare State pour qu’il soit durable, quitte même à tailler dans la fonction publique pléthorique. En encadrant l’appétit de gain des citoyens, le libéralisme table sur les vices des individus pour créer un ensemble vertueux ; le socialisme a souvent créé des ensembles vicieux en tablant sur la vertu des individus.
Encadré, le libéralisme le serait pour éviter une mercantilisation de plus en plus envahissante (dans le football, le cinéma, la recherche scientifique etc). Artistes, savants, fonctionnaires etc doivent garder un idéal de service à la société.

## Comptes rendus et critiques de l'ouvrage
- Éric Le Boucher, Modèle social français : crise et solutions, Le Monde, 22 juin 2006.
- Benoît Chantre, Jacques Julliard: le Malheur français, Esprit, décembre 2005.
- Le Malheur français, Jacques Julliard, L'Histoire.